# Hodierna von Tripolis

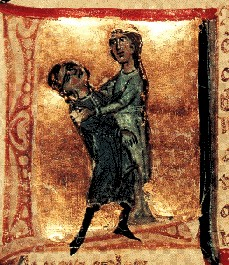
Jaufré Rudel stirbt in den Armen von Hodierna von Tripolis.

Hodierna von Tripolis (* um 1110; † um 1164) war die Tochter von Balduin II., König von Jerusalem und der byzantinischen Adligen Morphia. Sie war Gräfin von Tripolis durch ihre Ehe mit Raimund II. von Tripolis.
Hodierna war die dritte von vier Töchtern Balduins, ihre älteren Schwestern waren Melisende (Ehefrau von König Fulko) und Alice (Ehefrau von Bohemund II., Fürst von Antiochia). Ihre jüngere Schwester war Ioveta, die Nonne wurde.
Die vier Schwestern pflegten eine enge Beziehung zueinander. Hodierna könnte Melisende gebeten haben, 1148 die Ermordung Alfons I. von Toulouse, dem Sohn des Raimund IV. von Toulouse zu arrangieren, als dieser auftrat, um die Grafschaft Tripolis für sich zu reklamieren. Hodierna unterstützte Melisende in ihrem Kampf gegen ihren Sohn (und Hodiernas Neffen) Balduin III. Melisende unterlag 1152, erhielt aber Nablus, von wo aus sie und Hodierna die Wahl der Lateinischen Patriarchen beeinflussen konnten.
Um die gleiche Zeit befand sich Hodierna in einer Auseinandersetzung mit ihrem Ehemann Raimund II, den sie um 1135 geheiratet hatte. Hodierna war – wie ihre Schwestern – eine unabhängige Frau, Raimund hingegen eifersüchtig und darauf bedacht, sie wegzuschließen. Trotzdem gab es Gerüchte, dass ihre Tochter, die ebenfalls Melisende hieß, außerehelich sei. Ihre Schwester Melisende und ihr Neffe Balduin kamen 1152 in den Norden, um zu schlichten. Hodierna und Raimund stimmten einer Versöhnung zu, die unter anderem vorsah, dass Hodierna für eine kurze Zeit mit Melisende nach Jerusalem gehe. Fast unmittelbar nach ihrer Abreise wurde Raimund von Assassinen getötet. Hodierna kehrte sofort zurück, um die Regierungsübernahme durch ihren Sohn Raimund III. sicherzustellen, der noch ein Kind war. Balduin sicherte die Unterstützung durch die Adligen der Grafschaft, und Hodierna erlaubte ihm, die Burg Tortosa an die Tempelritter zu geben, um Nur ad-Din abzuwehren, der mit seinen Angriffen begonnen hatte, als er vom Tod Raimunds II. erfuhr.
Hodierna war bei Melisende, als diese 1161 auf dem Sterbebett lag. Balduin III. nahm Nablus wieder an sich, tauschte es mit Philipp von Milly, der die Herrschaft Oultrejordain erhielt. Hodierna gab zu dieser Transaktion ihre Zustimmung in Melisendes Namen.
Ihre Tochter Melisende war vorgesehen, um den byzantinischen Kaiser Manuel I. zu heiraten; der Ehevertrag wurde geschlossen, Melisende wurde bereits als „die zukünftige Kaiserin“ bezeichnet. Als Manuel von den Gerüchten um Melisendes Unehelichkeit erfuhr, heiratete er an ihrer Stelle Maria von Antiochia – mutmaßte Raimund II.
Hodierna starb zu einem unbekannten Zeitpunkt, vermutlich in den 1160er Jahren.